# متوپرن
متوپرن (به انگلیسی: Methoprene) با فرمول شیمیایی C۱۹H۳۴O۳ یک ترکیب شیمیایی با شناسه پاب‌کم ۵۳۶۶۵۴۶ است. که جرم مولی آن ۳۱۰٫۴۸ g/mol می‌باشد. شکل ظاهری این ترکیب، مایع است.